# San Pedro (gemeente in Bolivia)
San Pedro is een gemeente (municipio) in de Boliviaanse provincie Manuripi in het departement Pando. De gemeente telt naar schatting 3.310 inwoners (2018). De hoofdplaats is San Pedro.